# Hippeastrum cybister
Hippeastrum cybister là một loài thực vật có hoa trong họ Amaryllidaceae. Loài này được (Herb.) Benth. ex Baker mô tả khoa học đầu tiên năm 1888.

## Hình ảnh

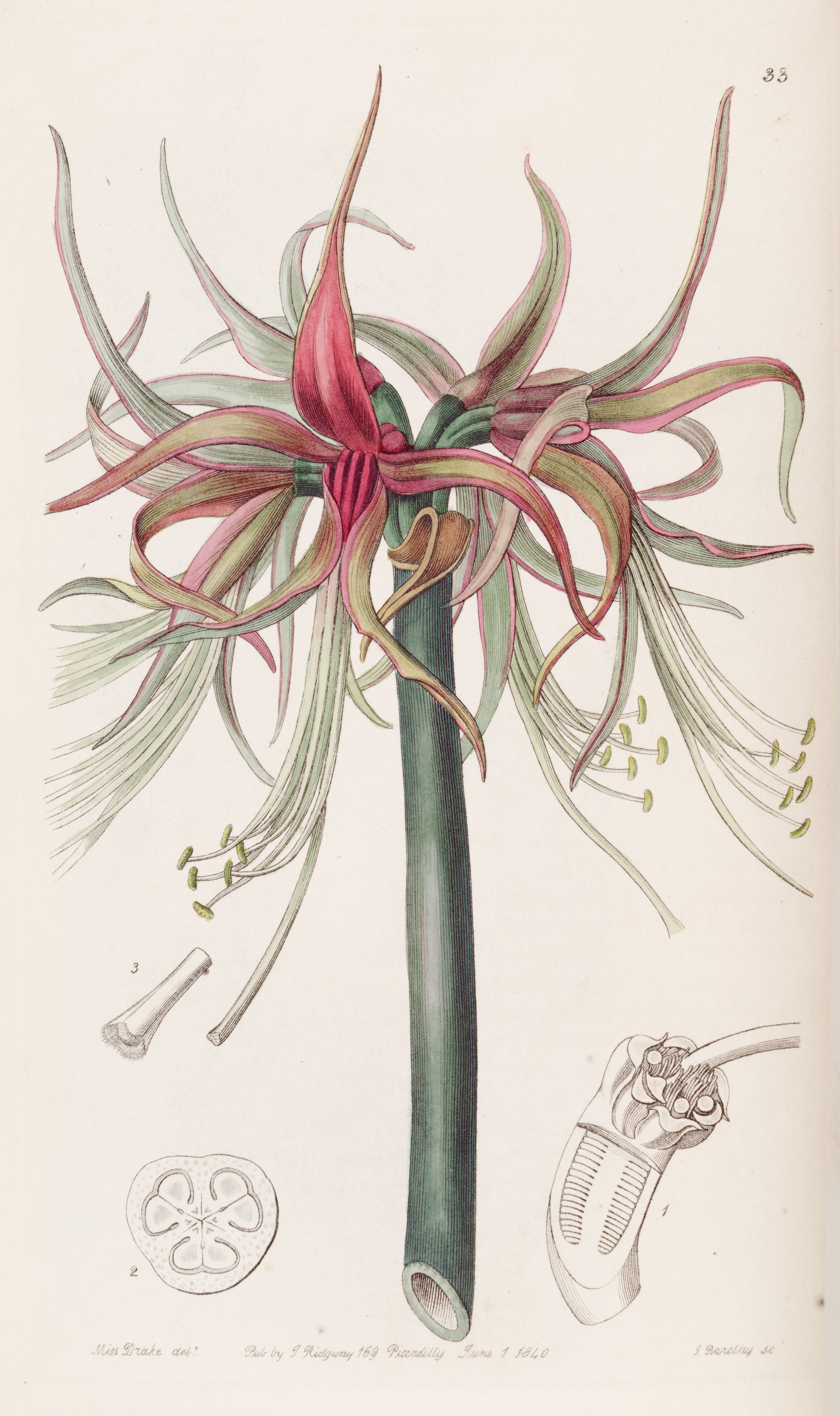

- Tập tin:Hippeastrum cybister (as Amaryllis cybister) 5.455.jpg